# Phyllonycteris major
Phyllonycteris major — вид родини листконосові (Phyllostomidae), ссавець ряду лиликоподібні (Vespertilioniformes, seu Chiroptera).
Ендемік Пуерто-Рико. MacPhee and Flemming (1999) вважають, що цей вид вимер до 1500 року нашої ери. Вид відомий тільки з викопних залишків, знайдених в Пуерто-Рико і Малих Антильських островах.